# لوسيان كيث
لوسيان كيث (بالإنجليزية: Lucien Keith)‏ هو سياسي أمريكي، ولد في 31 مارس 1860 في مقاطعة فاوكواير في الولايات المتحدة، وتوفي في 16 مارس 1933 في الولايات المتحدة. حزبياً، نشط في الحزب الديمقراطي. وقد انتخب عضو مجلس ولاية فرجينيا.